# Yeşilöz, Batman
Yeşilöz là một xã thuộc thành phố Batman, tỉnh Batman, Thổ Nhĩ Kỳ. Dân số thời điểm năm 2011 là 194 người.